# Prosoplus uniformis
Prosoplus uniformis là một loài bọ cánh cứng trong họ Cerambycidae.